# Varlilumab
Il varlilumab (o CDX-1127) è un anticorpo monoclonale progettato per l'immunoterapia di neoplasie di vario genere (sia di tessuti solidi, sia ematologiche). Ha per bersaglio molecolare il CD27 e favorisce l'attivazione dei linfociti T. Viene prodotto dalla casa farmaceutica Celldex Therapeutics.
Il varlilumab è stato oggetto di studi clinici inerenti al trattamento, in combinazione con la mucina epiteliale polimorfica (MUC1), dei casi in stadio avanzato di tumore della mammella e di tumore ovarico. Inoltre è stata valutata, nelle prime due fasi della sperimentazione clinica, l'efficacia del varlilumab, in associazione con il nivolumab (il quale ha per target la proteina 1 della morte cellulare programmata), nel trattamento di vari tipi di neoplasie maligne in stadio avanzato e refrattarie ad altre opzioni terapeutiche.